# Érezd a ritmust (film, 2007)
Az Érezd a ritmust (Feel The Noise) című 2007-es zenés, drámában Jennifer Lopez producerként és önmagát alakítva tevékenykedett.

## Szereplők
- Omarion Grandberry – Rob
- Giancarlo Esposito – Roberto
- Victor Rasuk – Javi
- Zulay Henao – Carol "CC" Reyes
- James McCaffrey – Jeffrey Skyler
- Meredith Ostrom – Noelia
- Rosa Arredondo – Marivi
- Pras – Electric
- Charles Duckworth – Nodde
- Cisco Reyes – Pito
- Kellita Smith – Tanya
- Malik Yoba – The Mayor
- Young Rome|Jerome Jones – önmaga
- Vico C – Vico
- Voltio – önmaga
- Jennifer Lopez – önmaga